# 宇宙海賊キャプテンハーロック
『宇宙海賊キャプテンハーロック』（うちゅうかいぞくキャプテンハーロック、Space Pirate Captain Herlock）は、松本零士原作の漫画、並びにそれを原作とする同一タイトルのテレビアニメ。

## 概要
腐敗した地球に見切りをつけ、大宇宙に己の旗を掲げ自身の信念の下に生きるアウトローの宇宙海賊・ハーロックを中心とするスペースオペラである。時代設定は連載開始年の1000年後となる西暦2977年という未来となっており、地球侵略をたくらむ異星人マゾーンと宇宙海賊であるハーロックたちの戦いを描く。
主人公のハーロックは、本作の他にも数々の松本零士の作品に重要キャラクターとして登場する。1977年から1979年にかけて『プレイコミック』（秋田書店）にて連載され、未完のまま終了。秋田書店より単行本で全5巻、愛蔵版・文庫版で全3巻に収められている。
元々テレビアニメーション企画として松本が提案したがすぐには実現せず、『プレイコミック』での漫画連載が先行して始まった。企画は松本が主宰する「零時社」で行われ、アルカディア号などのデザインでスタジオぬえが参加していた。企画の背景には、松本も関わった『宇宙戦艦ヤマト』の爆発的ブーム、さらには『スター・ウォーズ・シリーズ』を中心としたSFブーム、また当時全盛期のロボットアニメに代わる分野の開拓があった。
本作の前に同誌で掲載された、同じくハーロックを主役とする西部劇漫画『ガンフロンティア』とは異なり露骨な性描写のない作品ではあったが、同誌が青年誌ということもあり、いわゆる成人コミックなみの性描写のある作品も掲載されていたことから本作と同時期に少年誌で連載していた『銀河鉄道999』（『週刊少年キング』連載）や『クイーン・エメラルダス』（『週刊少年マガジン』連載）に比べると、当時の中高生などには購入の難しい環境ではあった。

### 本編で語られなかったこと
この作品は新書版単行本にして5巻続き、マゾーンとの闘いに決着がつかないまま「第一部完」として未完の状態であり、詳しく語られなかった設定も多い。中でも重要なものとして、名前しか出ていない親友トチローの存在がある。
二人の出会いについては作品によって設定が分かれているので確定はできないが、先祖から何らかの因縁があったらしいことは共通している。いずれにせよ、トチローは技術者としては超一流で、アルカディア号の設計と建造に携わったほか、滅亡した文明の宇宙船とされるクイーン・エメラルダス号の修理にも携わっている。その後、「宇宙病」がもとでトチローは死に、アルカディア号の中央大コンピューターに宿る魂となり、ハーロックと共に宇宙を旅することになる。
他にもエメラルダスやメーテルとの関係など、本編を読んだだけでははっきりしない設定が多い。

### 年代設定による『銀河鉄道999』との整合性
本作ラストでは寂れた惑星ヘビーメルダーが登場している。連載を終了する1979年には『銀河鉄道999』（以下、『999』）の劇場版第1作が公開されており、ヘビーメルダーが賑わっていたころを回顧するシーンでは、ハーロックが酒場のマスターに星野鉄郎やメーテルがここを訪れたかを尋ねる場面 が描かれ、前述の劇場版とリンクする描写になっている。しかし、『999』劇中で登場する戦士の銃の刻印はPATENTED 1.25.2979となっており、『999』の年代設定が本作の年代設定2977年より後となっているため齟齬が生じるほか、本作の方がトチローの死などの描写から『999』より時系列的に後と取れる描写となっているものの、そのテレビ版では年代設定が第1話において西暦2221年とされたために、『999』テレビ版と本作では700年以上の開きが生じている。
ただし、これらの松本作品の年代設定については作品制作時よりはるか未来という意味合いを込めたものと思われ、後述する嶋星光壱によるリメイク版の『キャプテンハーロック次元航海』では整合性の調整が行われている。同じく劇場版999の後日談を描く『銀河鉄道999 ANOTHER STORY アルティメットジャーニー』でも「日本の高度経済成長期がおよそ1250年前の出来事」とされており、開きの調整が行われている。
また、基本的には同一姓名・容姿のキャラクターが複数作品に登場していても完全な同一人物というわけではなく、手塚治虫・石ノ森章太郎作品にもみられるいわゆるスター・システム的なものとなっている。

## 物語
原作と比較してアニメではオリジナルストーリーが多く、結末も異なるため、共通の導入部のみ記載する。
2977年、退廃し堕落した人類の住む地球に、宇宙から丘1つ分程もある巨大な黒い球体が降って来た。表面にはマヤ文明の象形文字風の意匠が円形に刻まれていた。地球政府が無視したそれは「マゾーン」という宇宙からの侵略者が打ち込んだ、惑星の所有を誇示する「ペナント」であり、その危険を警告しようとした台羽博士、親友であるクスコ教授は、ペナント打ち込みに先立って侵入していたマゾーンたちに、自分たちのことを世間に知らせまいとして殺される。辛うじて生き延びた台羽博士の息子・正は、マゾーンに何ら手を打とうとしない地球政府に見切りをつけ、宇宙海賊として知られていたキャプテンハーロックの宇宙戦艦アルカディア号に乗り込む。台羽正という新たな仲間を加え、ハーロック及び40人の海賊とアルカディア号による、謎の侵略者マゾーンたちとの戦いが始まった。

## 主な登場人物
ハーロック
宇宙戦艦アルカディア号を駆り、40人の海賊たちを配下に星の海を疾駆する宇宙海賊。堕落した地球人から恐れられる一方で、地球を守るべく自らの信念をかけて謎の侵略者・マゾーンと戦う。
台羽正（だいば ただし）
マゾーンの脅威を警告していた台羽博士の息子。父をマゾーンに殺され、自身も殺されかけるがハーロックに窮地を救われたことでアルカディア号の乗組員となる。ハーロックの姿を通じて男の生き方を学んでいく。
有紀螢（ゆうき けい）
ハーロックの補佐役であり、アルカディア号のレーダーを担当する可憐な美少女。戦闘指揮官として艦載機スペースウルフを操縦したり、アルカディア号の操舵手として舵輪を握ることも。
ミーメ
若き日のハーロックとその友人のことを知る異星人の女性。アルコールを主食とする種族のため酒には目がない。ハーロックに付き添い、アルカディア号の私室で相談相手となることもしばしば。
ヤッタラン
アルカディア号の副長だが、普段はプラモ作りに没頭している。太目の体型であることを気にしており、「ブタ」は禁句となっている。
ラフレシア
宇宙からの侵略者・マゾーンの女王。母星が消滅したため、一族を率いて地球への移住を試みる。

## 登場兵器

### 艦船
アルカディア号
ハーロックの乗艦にして本作の主役メカ。ハーロックの友人・大山トチローの手で設計された全長400mの海賊戦艦。艦載機としてスペースウルフ、ボレットなどを搭載する。武装は主砲パルサーカノン、速射砲スペースバスターなど。艦首に内蔵されたラム（衝角）を突き出して敵艦を貫通することもできる。
本作のアニメ終了後に公開された『999』劇場版では船体色を青から緑に変更し、船首を始めとしてデザインも大幅に変更されたアルカディア号が初登場した。

クイーン・エメラルダス号
トチローの恋人エメラルダスの船。ただし、ミーメによれば「破壊され宇宙の原子にかえって消えた船」とのことであり、本作に登場したものはマゾーンの心理作戦による偽物だった。
多くの作品で飛行船に似たデザインで描かれることが多いが、本作ではデザインが異なる。また、アニメ版には登場しない。

デスシャドー号
ハーロックのかつての乗艦。原作の終盤、トチローの墓がある惑星ヘビーメルダーの砂の上に突き刺さった状態で登場。アニメ版には登場しない。

ハーロックの宇宙船
正式名称は不明。アニメ第30話でハーロックとトチローが若いころに駆っていた小型宇宙船。航空機型で垂直離昇が可能。ホラー提督の無敵戦艦エベレストに船ごと捕獲され、その後の消息は不明となる。カラーリングは灰色系。
第31話でエメラーダがトチローの棺を追いかける際に使われたのも同型船だが、これがハーロック達の船の後身なのかは不明である。
宇宙空母ゾネス
マゾーンの主力戦闘艦で、原作第1話冒頭から登場している。円盤状の艦体から四方にブーム（支柱）を伸ばした形状をしており、ブーム先端にそれぞれ双発のエンジンポッドを備えている。艦橋はなく、四方に突き出たノーズにコクピットを備えたシンメトリーなデザイン。外見から目立つ武装は対空砲クラスの小型連装砲塔十六基のみで、他にミサイルも搭載している様子だが、サイズに比較すると火力は空母だというのを除いても貧弱である。だが、企画書の説明文には「戦闘機千二百機。大型爆撃機二十機。上陸用舟艇四百隻。空挺戦車千七百両搭載可」とある。直径800m。なお、ラフレシアは本艦の艦隊を「前衛駆逐艦」群だと述べている。
アニメ版の後期オープニング冒頭では、台羽らが乗るアルカディア号の艦載機からの攻撃により、ゾネスが惑星の地表に墜落する場面から始まる映像に変更されている。アニメでは第18話でパトラスが搭乗したのが初出演で、以後、第26話にカサンドラ。第29話にシラク、第38話でダフネスが乗艦とするなど多用される。艦載機は上下にあるドーム部分が開いて発進する。カラーリングは赤紫と黒。ドーム部分は薄青色。ゲーム『松本零士999』にも登場し、ラーメタル艦と交戦している。
コスモクルーザー
地球でいうところの高速巡洋艦に相当するマゾーンの中型艦。アルカディア号と艦隊規模で対決するも、主砲と宇宙機雷によって蹴散らされる。武装は艦首の固定式大型主砲のみ。艦の頭脳としてマゾーンそのものが生体部品として使われている生きた船である。
原作のエピソードに当たるアニメ版第8話では本艦は登場せず、遙かに小型の強行武装偵察機が艦隊（編隊）として使われており、組み込まれたマゾーンを分析するエピソードも割愛されている。
マゾーン巨大母艦
ゾルの乗るトカーガ宇宙艇の母艦として登場した全長10km、厚さ3kmの巨大艦船。恒星間航行用の大母艦とされる。アニメ版でも登場するが形状は異なり、戦闘母艦を上下逆にしたデザインになっていた（第21話。第23話）。常に膨大なエネルギーを発生させており、余剰エネルギーを船外に放出しているために旗艦ドクラス（後述）同様、全体が白色に輝いている。アルカディア号の攻撃で撃沈された。
マゾーン主力戦闘母艦
アニメ版で登場、フライパン型の艦体上に円柱型艦橋を備えたデザインとなっている。艦尾に四基のエンジンを持ち、艦首には艦載機の発進ダクトを備える。武装は艦首上甲板左右に三連装砲塔が二基。艦首に固定式大型光体砲二門。前期オープニング冒頭では、これがビームによって破壊される場面から始まる。同型艦が多数登場するが、大小様々なサイズがあるらしい。塗装は前期がピンク地にマラカイトグリーン。後期はダークブルー地にブラック。
古代戦艦ピラミッダ
アニメ版で登場するマゾーンの戦艦。本作を特集したロマンアルバムの記述で「全長はアルカディア号の約3倍」とされていることから、全長約1200mとなる巨大戦艦である。船体はさびた鉄のような色をしており、ピラミッドに似た形の艦橋を3つ備える。
第12話ではアレルギアスが、第32話ではダイネスが乗艦として使用したが、金星ではアレルギアスがアルカディア号唯一の死角を攻め立てたものの、そこを狙うのに執着し過ぎてアルカディア号の急旋回に付いていけず、巨体が災いして小回りが利かなかったことで逆に自身の死角を晒し、そこに向けた砲撃と衝角による突撃で敗退する。第32話ではまゆの護送に使われただけで、以降の消息は不明。
デザインは宮武一貴で、「アニメージュ」での本人の弁ではマゾーンメカの中ではかなり面白いもので個人的にはかなりノッたとのことだが、上記でのシーンから「画面で大きさがあまり出ておらず、あっさりやられて情けなかった」と述べている。
客船
アニメ第25話に登場。司令カサンドラの乗艦でマゾーン巨大母艦の同型艦であるが、市民を乗せた客船である。アルカディア号の攻撃を前にカサンドラは客船を後退させるが、それが麾下の艦隊に混乱を巻き起こし、次話でカサンドラが市民斬り捨てに動く原因となった。
台羽はボレットでその正体を客船であるとアルカディア号へ報告するが間に合わず、パルサーカノンの一撃を食らって大破する。
市民船
アニメ第26、27話に登場した上下にお碗を合わせたような形状のマゾーン市民の船。27話で連日の戦いで乗員の疲労が濃い状態になったアルカディア号は、これらの市民船を半ば盾にする形で、マゾーン艦隊を牽制して時間稼ぎしようとしたが、第三前衛艦隊が構わずにアルカディア号を攻撃し、その巻き添えを浴びて何隻かが犠牲となり、再びキャラバン内の内紛が噴出してきたことを重く見たラフレシアは、それまで躊躇していたまゆの誘拐を決断する。
偽装病院船
アニメ第40話に登場。赤十字マークが入ったマゾーンの病院船で、医薬品の補給をアルカディア号に打診してきた。しかし、その正体は火器を隠し持った偽装船で接舷時に不意打ちを仕掛けてきたものの、撃退される。
形はマゾーン戦闘母艦のバリエーション（塔型艦橋の上部分が無い）。
マゾーン移民船
アニメ版で登場。マゾーンのキャラバンで使用されている市民船で、上下にピラミッドを張り合わせたような形をしている。戦闘艦と違い特に武装は施されていない。マゾーン一般市民を収容しているものの他に、40話ではトカーガ族を収容したものも登場した。
首都母艦ドクラス
ラフレシアの乗艦にしてマゾーン艦隊の旗艦。設定では全幅5kmとなっており、劇中でドクター・ゼロが「アルカディア号のざっと百倍はありそう」と述べている。マゾーン船団中最大最強のエネルギーを持ち、海賊島のコンピューターを使用してゾルから提供されたコスモグラフ記憶機の解析を行ったものの、艦影をつかむことはできなかった。原作ではその姿を見ることはなかったが、松本の筆でドクラスの初期設定画（「旗艦ドクロス」とある）が描かれており、ロマンアルバムで確認できる。
遠くから見ると白く光る巨大な菱形に見える。真上あるいは真下から見ると円状になっており、その外周（赤道）部には多数の高層建築物と16個の八面体（四角錐を上下に張り合わせたもの）が均等に配されている。
アニメ40話の最後、「ハーロックに小手先の戦術は通用しない」と判断したラフレシアにより、その全貌を現した。舷側にエネルギー吸収装置を装備しているため、エネルギー兵器による攻撃は無効化される。舷側に単装巨大砲を格納してあり、その砲撃でアルカディア号の戦闘機能をほぼ麻痺させた。このため、ハーロックはドクラス内部への侵入を決意する。
ラフレシア御座艦
正式名称は不明。ラフレシアが惑星ヘビーメルダーに赴いた際、自らの足とした円盤形の小型マゾーン艦。武装他のスペックは不明だが、砂中に潜り込んで存在を偽装する能力がある。
大型母艦
トカーガで交戦した大型母艦。戦闘艇（後述）の攻撃を避けて海中に逃げ込んだアルカディア号に爆雷攻撃を掛けたが、反撃であっさりと撃沈される。トカーガ製で動力は旧式な原子力だった。
小型移民宇宙船
アニメ第26話に登場したマゾーンの小型宇宙船で、小型ながらそれなりの人数を運ぶことが可能で、戦闘機を大型化させたようなフォルム。同話でのマゾーン大キャラバン隊の内紛で、ラフレシアの左腕たるマゾーン市民を束ねる文人科学者テシウスと、その腹心の部下サイネスが使用。最初にサイネスが長旅に疲れた一部市民と共にベータ星に向かったものの、司令官カサンドラに叛逆と見なされて攻撃、撃沈される。続いてそうした軍人達との対立により、ラフレシアを見限ったテシウスが自分に従う市民達と共にベータ星に行くのに使用したが、同じくラフレシアから処刑を宣告される。
貨物船BB22
地球の輸送船。各惑星から奢侈品を運んでいたが、ハーロックによって拿捕される。
G79型鉱石運搬船
地球の武装船だがマゾーンの無人兵器として使われていた。映像破壊ビームとエネルギー波を武器に襲って来たが、パルサーカノンの一撃で沈黙する。
輸送船
アニメ第1話から登場した地球政府の輸送船。地球と植民星間の物資輸送を担っていて、物語冒頭でアルカディア号の略奪を受ける。武装も施されているが、上甲板前後に連装パルスレーザー砲塔のみの「ないよりまし」程度の物に過ぎず、アルカディア号やマゾーン戦闘艦に対抗できる代物ではない。第1話に登場した船には「ドリーム号」との個艦名があった。
潜水艦
アニメ第16話に登場。地球警備隊所属。切田長官自らが指揮を執り、孤島でバカンスを楽しむアルカディア号の乗組員を攻撃する。武装は魚雷、ミサイル他、セイル基部に単装ビーム砲を装備。
ブレーブス号
アニメ17話で登場する地球警備隊の戦艦。多数の三連装砲塔で武装している。艦長は山中でアルカディア号乗組員の魔地も、かつては彼の部下としてこの戦艦に搭乗していた。塗装は白地に翼やマスト部分が赤。
魔地が乗っていた時には、山中の指揮でハーロックと戦ったものの、アルカディア号との性能差は歴然で、主砲の連射攻撃でも決定打を与えられず、アルカディア号の艦橋中央部に設置された速射砲の一撃で戦闘不能になってしまった。その後、魔地と袂を分かった山中と共にマゾーンと戦うために馬の首星雲に向かったが、マゾーンの罠に嵌まって磁場の墓場に迷い込んで遭難し、ハーロックの救援を待たずして白骨化した山中と共に果てて、それを見届けたアルカディア号によって宇宙に葬られた。
エベレスト
アニメ第30話に登場。バッド鉱山を支配するホラー提督の巨大戦艦。無敵戦艦と称しており、名に恥じないだけの高い戦闘力を持つ。若きハーロックとトチローの破壊工作により、機関部などを爆破されて撃沈される。
戦闘艦
アニメ第31話に登場。四角い船体が特徴の地球警備隊所属艦。量産されておりエメラーダ艦に撃沈される他、切田長官が艦隊を指揮してヘビーメルダーの港を襲撃する。
エメラーダ艦
アニメ第31話に登場。艦首に三連装砲塔を一基持つエメラーダの中型海賊船。ヘビーメルダーの港に停泊中、切田長官率いる地球艦隊に撃沈されてしまう。
パトロール艦
小型宇宙哨戒艦。艦首にミサイル発射管を八門備えている。地球艦には珍しくアルカディア号を臨検しようと試みるも、接近されただけで全速逃走したため「腰抜けめ」とハーロックに嘆かれた。
伊一六八型潜水艦、戦艦武蔵
第二次世界大戦で日本軍が使用した実在の艦船。アニメ第13話および映画『アルカディア号の謎』でマゾーンの兵器として登場。サルガッソ海域に海底基地を持つ魔女アマンはこれらを使用してアルカディア号及び地球警備隊の戦闘機を攻撃した。
原作ではアルカディア号を攻撃した潜水艦がディーゼルエンジンで駆動すること、火薬を使用した魚雷を発射したことまでは判明したものの、結局その正体は不明のままである。武蔵は登場しない。

### 艦載機・宇宙艇など

#### ハーロック側
スペースウルフ
アルカディア号の艦載機で、コクピットは単座式。正式名称は宇宙戦闘機SW-190。宇宙空間でも使用可能な戦闘機で、モチーフは第二次世界大戦中のドイツ空軍機「フォッケウルフ Fw190D-9」。武装は機首上部の75mm大口径パルスレーザー砲2門と、両翼にバルカン砲各2門で計4門を備える。アニメ版でのカラーリングは白・青・赤の3色を基調としたカラーとなっている。
劇場アニメ『わが青春のアルカディア』でも登場しているが、こちらはカラーリングが実在の戦闘機を意識したものとなり、下部尾翼が廃されている。
コスモウイング（ボレットZ）
アニメ版に登場。アルカディア号の艦載機で小型機のボレット各号支援のための中型輸送機。ロマンアルバムではボレットZと記載されており、同書の記述によれば正式名称は空間輸送中型高速母艦で、ボレットZは愛称とされる が、劇中においてはボレットZと呼称されることはなく、玩具の商品名でもコスモウイングが用いられている。
機体にボレット各号を1機収容し機首を開閉し、各ボレットを放出可能。ボレット支援のほかにも偵察、戦闘、爆撃、救命活動など汎用性に富んだ仕様となっている。
ボレット
アニメ版に登場。原作でも「ボレットでは相手が大きすぎる」との台詞がある。後期オープニング冒頭では、冒頭でボレット各号やコスモウイングが登場するものに映像が一部差し替えられた。
ボレット1号
単座式の小型機。主に台羽が搭乗。武装は胴体左右にビーム砲が各一門。
ボレット2号
地中潜行用メカ。機首側に配された2本のドリルで地中を掘り進むことが可能。8話では、切田の攻撃で逃げ場を失ったハーロック達を救出する場面で登場。宇宙空間での使用も可能で、41話では艦を任されたヤッタラン以外はボレット2号でマゾーン旗艦ドクラス内部に突入した。
ボレット3号
キャタピラの付いた地上走行用マシン。飛ぶことも可能。自走砲であり、車体後部に曲射砲が搭載されている。タカトクから発売されていた玩具では、ロマンアルバムP106にて三輪式高速斥候用バギーとして紹介されているものをボレット3号として発売していた。
ボレット4号
6輪車。3号と共に地上探索などの用途で利用された。車内には4～5人が搭乗できる。車体上部にミサイルランチャー、前部にビーム砲を装備している。
コスモバット
単行本第1巻に登場したアルカディア号の艦載機。後部銃座を含めた3名搭乗の3座式全翼型戦闘機で、偵察隊の乗機として3機が登場し、そのうちの1機は拿捕したマゾーンの指揮官ヌレームを乗せて帰還している。零時社の企画書には艦載戦斗機コスモバットと記載され、この機体が主力戦闘機として位置付けられていた。
偵察球（ていさつボール）
単行本1巻に登場。丸い無人の偵察用ドローンで各種センサーやカメラを搭載しており、敵艦内の強行偵察に使用される。
スペーストレーラー
アニメ第28話や第34話で使用した大型裝輪装甲輸送車。まゆ探索のため、ユリシーズ星雲にある「人間の星」や「双子の星」でハーロック達が搭乗した。
シーバイク
アニメ第7話登場の水中用の小型潜水艇で、水中翼を備えた赤と白のボディをしたツーシーターのエアカー型。ロマンアルバムP106では海中戦闘用小型艇・シーバイクと記されておりマゾーン海藻に襲われた台羽正を助けるために有紀螢とヤッタランが使用。コクピットは開放型なので、搭乗員は水中服を装着が必須である。

#### マゾーン側
強行武装偵察機
ハーロックが台羽を「残骸回収」の名目で対峙させ、撃墜させたマゾーンの武装偵察機。機体に天王星を示す紋章が描かれている。アニメ版にも登場するがデザインは異なり、こちらは鏃（やじり）型をした複座機である。塗装はピンク地にマラカイトグリーン。
マゾーン急爆戦闘機
アニメ版で登場。緑色（後期は青色）をしたマゾーンの主力単座戦闘機。ゾネス他の艦載機としてローラやエルザも搭乗している。コズミックカッターという光線機銃を機首に四門搭載。エルザ機のように自己修復機能を備えた特殊型も存在する。大気圏内外兼用で火焔土器を展示する博物館の屋上から出撃した例もある。第41話ではアルカディア号に特攻して、次々に散っていった。エンジンが二つの双発機。
原作でも双発ではないが似た形の機体が登場し、蛍の操るエアカーと接触して双方墜落している。
転移艇（ワープボート）
トカーガ星で反乱を起こしたトカーガ人を鎮圧するべく派遣したマゾーンの宇宙艇。メール、フィメール、マナムーメが使用。ラフレシアはこれとは別に同型の宇宙艇をトカーガ星を訪れたアルカディア号の迎撃にあたらせようとしていた。ゾルの小型艇と比較すると、艇と呼ぶにはいささか大型である（実際、ハーロック達は「大型の見たことのないマゾーン艦」だと述べている）。機首にビーム砲六門を固定装備。
『999』アニメ第13話でも同型のメカが登場しているが、こちらは宇宙艇ではなく宇宙船扱い。発砲シーンもある。
ゾルの小型艇
ゾルがアルカディア号に侵入した際に使用したカブトガニ型の小型艇。原作に登場したゾルの2人の息子達も同型のものを使用している。アニメ24話では「流星号」という流星のマークが付いた同型のメカをゾルの息子ゾルバとマゾーンのルシアが駆け落ちのために使用している。
劇場アニメ『さよなら銀河鉄道999』でも同型のメカが登場しているが、そちらは大型艦サイズ。
『999』アニメ第23話でも、同型のメカが登場している。
戦闘艇
惑星トカーガ上空で交戦した丸みを帯びたフォルムの小型戦闘艇。アルカディア号の装甲板すら貫くビーム砲を搭載しており、この攻撃で窮地に陥ったアルカディア号を海中に逃げ込ませるほど強力。トカーガ製なのかマゾーン製なのかは語られていない。
マゾーン偵察艇
正式名称不明。単座の小型艇で二隻がデスシャドウ島に着陸し、二人のマゾーンがボール遊びの様な遊戯を行う最中、爆発の揺れに気が付いて地中へ偵察に赴く。その間に、艇はミサイル攻撃で破壊された。
クレオ艇
アニメ第26話に登場した女王ラフレシアの腹心で右腕の近衛隊司令官クレオの専用機で、クレオ自らが操縦し、キャラバン内の移動に使用する。同話ではラフレシアの命令で、ベータ星に脱走したテシウスに引導を渡すためにも訪れた。
マゾーン戦車
アニメ30話と31話に登場した角張った砲身を持つマゾーンの宇宙戦車。
艦体修復の為に姿を消したアルカディア号を探す為、惑星全体をしらみつぶしに見渡す「ブルドーザー作戦」に大量に用いられたが、小惑星群に紛れた海賊島を突き止める事は出来なかった。

#### 地球警備隊
警備隊戦闘艦
アニメ版に登場。第31話で切田が指揮を採り、ユリシーズ星雲のヘビーメルダーでの大山トチローの捜索に用いられたが、部下の星野艦はエメラーダ艦に撃沈され、後に艦隊を率いてヘビーメルダーに乗りこむが、ハーロックの乱入と、妖星ガンダの接近に伴って、退却を余儀なくされる。カラーは後述する各警備隊メカと共通する茶色。
警備隊戦闘機
アニメ版に登場。地球警備隊の三発式単座戦闘機だが、フォルムは直線翼の生えた四角いエアカー風で、あまり軍用機らしくないスタイル。塗装は茶色。武装は機首に光線機銃が2門。
第13話で切田長官自らが編隊を率いてサルガッソ海域でアルカディア号を襲撃したが、魔女アマンが操る幽霊戦艦の介入で蹴散らされ、任務半ばで撤退を余儀なくされる。最終回となる第42話にも登場している。
警備隊戦闘爆撃機
アニメ版に登場。地球警備隊の複座戦闘爆撃機。第15話で北極海で身動きの取れなくなったアルカディア号を爆撃したほか、第38話では切田がまゆを同乗させ、有志と共に護送編隊を組んで襲い来るマゾーン機と交戦している。
大気圏内外兼用で、第33話の大田原長官の特攻にも使用されている。主な武装は光線機銃と爆弾。機体色は茶色。フォルムはF-16風。
警備隊装甲車
アニメ版に登場。地球警備隊の裝輪式戦闘車両。四角いボディと砲1門を持った丸い砲塔を持ち、車体前面に零士メーター風の開口部がある。第1話や第8話にてまゆとハーロックを包囲した。
警備隊戦車
アニメ版に登場。第42話でアルカディア号を包囲した地球警備隊の戦車。緑色で単裝砲と砲塔上に機関銃らしき物を備える。装甲車に比べて現代車両らしいデザインにされている。

## 建造物

### 海賊島
ハーロック達の根拠地であり、いわゆる秘密基地。いずれもトチローの手で設計された。
第1海賊島
小惑星に扮した、ハーロック達の根拠地の一つ。原作では内部に海岸の立体映像を映し出す部屋があり、ミーメの弁によれば「ハーロックとトチローの血と汗と涙の思い出がある小惑星」とのことだったが、マゾーンの心理作戦によって親友とその恋人の思い出を汚されたことに怒りを憶えたハーロックの手で破壊された。
アニメでは内部に倉庫があり、ハーロックは地球に食糧難が来た時に備え、地球へ物資を運ぶ輸送船から略奪した食料を溜め込んでいた。また、実際の海岸を再現したようなプールと砂浜があり、台羽や有紀たちが楽しいひと時を過ごしていたが、マゾーンの罠により海賊島は内部から破壊される。アルカディア号は海賊島内に閉じ込められそうになるが、間一髪のところで脱出した（6話）。
原作終盤で台羽がデスシャドウ島（後述）を訪れた際、第1海賊島を訪れた旨をミーメとの会話で述べているが、原作の劇中で第1海賊島の内部に入った描写がなされているのはハーロックだけである。
第2海賊島 機械化自動変形小惑星デスシャドウ（デスシャドウ島）
ハーロック達のもう一つの根拠地。ハーロック曰く「軌道を持たない自由小惑星」で、アルカディア号の後方12宇宙キロに位置し、付かず離れず寄り添って移動している。ハーロックによれば、何個かの良質な表面を持つ天然の小惑星を内部加工して組み合わせたものだという。普段は開放型、緊急時には防衛型になるというが、原作・アニメともに開放型の描写でしか登場していない。
内部にはアニメ版の第1海賊島同様に実際の海岸を再現したようなプールと砂浜があり、室内にもかかわらずあたかも青空が広がっているように見える。食糧の自給を考慮し、このプールでは魚のほか、アンタレスガニというカニが養殖されている（作中で巨大化しているのはデスシャドウ島で異常発育した個体）。また、島内には分析室があり、アルカディア号の分析コンピューター以上の処理能力を持つ大コンピューターが設置されている。このほか、ハーロックの弁によれば独立した居住区もあるとのことである。
デスシャドウ島内にはアルカディア号の予備パーツやオプションパーツが置かれており、必要に応じてパーツ交換が可能。また、島内でアルカディア号の修理なども行っている。
トチローの設計思想や嗜好などが反映されており、海岸は熱帯のような気候に調整されているほか、島の表面には歩いて内部に入ることのできる穴がある。
アニメ19話では、新星群の重力圏にとらわれたアルカディア号を収納、同艦の操縦系と連結することでデスシャドウ島の操作が可能となっており、アルカディア号はこれにより前方にある恒星の重力圏を離脱、衝突の危機を回避している。
同じ名前をもつ反物質重力星・デスシャドウが作中に登場しているが、原作では第2海賊島がこの惑星と同じ名前であることについての言及はない。アニメ22話では第2海賊島の名は、この反物質重力星にちなんでトチローにより命名されたことがハーロックの弁で語られている。

### マゾーンの建造物
ペナント
マゾーンが地球へ打ち込んだ、光を全く反射しない巨大な黒い球体。直径は約2キロメートル、材質は不明。次元波なる特殊な信号を出してマゾーンのキャラバンを地球へと導いている。表面には古代マヤ文明にも似た文字で、「ここは全能なる、我らマゾーンの第二の故郷なり」と刻まれている。
地球政府の首相はこれを中心にゴルフ場、博物館、オペラ劇場、図書館、ヘルスセンターといった一大総合施設の建設を立案しており、そのスペースや立体図などの計算を台羽に依頼しようとしていた。
アニメ版では地球に潜入しているマゾーン部隊のエネルギー源となっており、最終回でペナントを破壊されたマゾーンはことごとくエネルギー供給を絶たれて全滅した。
第二ペナント
マゾーンが火星のフェラス盆地へ撃ち込んだ第二のペナント。アニメには登場しない。地球に撃ち込んだ物と同種で、二つのペナントにより地球への誘導信号をより強力にする狙いがあるとハーロックは推測している。
実験室（仮称）
ペナントに続いてマゾーンが打ち込んだ巨大な風船のようなもので、内部には巨大植物が生息していた。台羽はこれをマゾーンの実験室のようなものではないかと推測している。ドームの外殻部分は軟質のビニールのようなものでできており、アルカディア号が突入した際に破れたもののたちまち復元された。大気成分は分析したヤッタランの弁によれば石炭紀の地球の大気成分と同じで、ハーロックと首相秘書として地球に潜伏していたマゾーンの波野静香の会話から惑星マゾーンの大気と同様であることが判明している。室内の湿度は100％、気温36度に達しており、気密服を着用して内部に入ったハーロックは「じめじめしていやなところだな 気密服の中まで水分がしみ込んでくるようだ」と述べている。
ハーロックと静香が会話を交わした後でドームの外殻が破裂すると、静香も内部の植物も地球の大気に触れて溶けてなくなってしまった。
アニメには登場しないが、ドームの外殻部が復元される描写はアニメに登場する海底魔城（後述）が登場する第13話および劇場版で映像化されている。
バミューダ海域の海底ピラミッド
バミューダ海域にマゾーンが建造したピラミッド。
「地球がズレて見える」という怪現象が起こった際にズレの中心がバミューダトライアングルであることが判明し、その泥の中に隠れていたがアルカディア号が一号重爆雷を投下したことで姿を現した。表面にはペナント同様に古代マヤの象形文字が刻まれている。内部は大脳神経組織の一部に似た構造を持ち、迷路のように入り組んでいたためにハーロックと共に進入した台羽とヤッタランは迷子になってしまった。中心部は白色の輝く熱のない球体となっていて、カプセル状の装置にマゾーンの遺体が安置されていた。このピラミッドも信号を発振していて、ハーロックは「墓地灯台」と表現している。アニメ版ではピラミッドの周囲に群生する海藻にマゾーンが擬態しており、ピラミッド内のマゾーンの遺体を一人で回収しようとした台羽が海藻に擬態していたマゾーンによって手足を拘束され、サメの餌食になりかけている。
海底魔城
アニメ第13話および劇場版「アルカディア号の謎」で登場。数千年前から地球に赴任していたマゾーンの魔女アマンが造り上げた、サルガッソ海（シブヤン海）の海底にそびえるドーム。ドームの外殻部分は前述の実験室同様に復元能力を有する。内部には帆船や複葉機などのクラシックな乗り物や、アマンに眠らされた犠牲者が保存されている。また地上と時間の流れが異なり、アマンによればここでの1日は地上の1年に相当するという。アマンはハーロック以下の海賊達も永遠の眠りに就かせようと目論むが、無人で動き出したアルカディア号の砲撃でアマンと共に滅んだ。後で親友トチローの娘・まゆから『浦島太郎』の昔話を聞いたハーロックは、この話に出てくる竜宮城がアマンの居城と同じだという印象を抱くのだった。
スフィンクス
アニメ第14話に登場。スフィンクス像に偽装された軍事施設で、マゾーンが残した古代遺跡の一つ。切田長官がこれを利用し、内蔵された要塞砲を使ってアルカディア号を砲撃する。
スノーラの居城
アニメ第15話に登場。北極海にある。アマンの海底魔城と同じく、マゾーンとして古代から地球に赴任していたスノーラの居城。城の幻影を纏っているが、スノーラが滅ぶと同時に巨大な機械装置である本体の姿を現し、パルサーカノンで破壊される。
トカーガ星の海底ピラミッド
原作終盤に登場。トカーガ星には2000以上の無数のピラミッドが海底を埋め尽くすほどに林立しており、台羽が連れ込まれたピラミッドは特に大きなもので台羽の救出に向かったアルカディア号を待ち受けるように口が開いていた。内部はミーメ曰く「ヒトツノ宇宙ノヨウ」であり、マゾーンの「種」がまたたく星のように浮遊している。ハーロックはこのピラミッドが時間的にも空間的にも外部から遮断されたマゾーンの胎内、幼少期のゆりかごのようなもので地球や他の惑星にも同様のものがあったのだろうと推測しており、マゾーンが広大な生存圏を確保していることが判明した。
トカーガ族の反乱鎮圧のためマゾーンがトカーガ星を消滅させたことにより、海底のピラミッド群も消滅している。
ピラミッド
アニメ最終話に登場した海底ピラミッドとは異なるものの、マゾーンが造った古代遺跡ピラミッドで、内部に戦闘艦や戦闘機が隠されており、地球に潜み、残っていたマゾーン潜入部隊はこれを始動させ、最後の攻撃を仕掛けてきた。

### その他の建造物
聖ジョバンナ学園
アニメ版に登場。ハーロックの親友の娘・まゆが通うキリスト教系の学園。崖の上に立つ礼拝堂にまゆはいつも通っていて、ふくよかな体形の女性が院長を務めている。また、まゆを陰険なやり方でいじめる舎監としてマゾーンが潜伏していた。第2話では地球防衛軍の軍人・切田にハーロックからもらったオカリナを屋根の上の十字架に放り投げられ、取ろうとしたところを落下してきたペナントの衝撃でバランスを崩して屋根から落ちたが、ペナント落下で生じた爆風により奇跡的に命を取り留めている。
まゆがハーロックの身を案じて礼拝堂内のキリスト像に祈りをささげる場面なども描かれた。
ハーロックホーム
アニメ最終回に登場。マゾーンとの戦いが終わった後、子供好きの魔地機関長が院長を務める孤児院。アルカディア号の艦橋を模したデザインとなっている。

## アニメ
『宇宙海賊キャプテンハーロック』（うちゅうかいぞくキャプテンハーロック）のタイトルで1978年に東映動画によりアニメ化され、1978年3月14日から1979年2月13日にかけて、毎週火曜日19時00分から19時30分にテレビ朝日系にて全42話が放送された。
未完のままの原作に対して、アニメオリジナルでストーリーが完結している。ナレーターは本編を柴田秀勝が、次回予告を神谷明が担当している。また、テレビアニメ放送中の1978年7月22日から東映まんがまつりの1本として劇場アニメ『宇宙海賊キャプテンハーロック アルカディア号の謎』が公開されている。これはテレビアニメ13話をベースに新作場面を追加した34分の再編集作品である。
監督はりんたろう（りん・たろう）で、プロデューサーの田宮武、メイン脚本の上原正三とともに『アローエンブレム グランプリの鷹』からのシフトである。りんは、1979年には本作のハーロックも登場する劇場アニメ『銀河鉄道999』を監督している。これは本作第1話の試写会で感動の涙を流した東映動画社長今田智憲の指名によるものである。
音楽については通常20人程度の編成で行われるシンフォニックオーケストラによるところを本作では65人編成で行っており、今までの作品にはない規模であった。
サウンドトラック『交響組曲宇宙海賊キャプテンハーロック』(CQ-7005)はオリコンLPチャートで最高9位 を記録した。主題歌を歌唱した水木一郎は本作のアルバムで日本コロムビアの「コロムビア・ゴールデン・ディスク賞 ゴールデンLP賞」を受賞した。メインスポンサーはタカラとタカトクトイスで、両社により玩具を中心とした商品展開が行われた（後述）。
本作の放送終了後にハーロックを主人公として東映動画が製作したアニメ作品には、1982年の映画『わが青春のアルカディア』と、その続編となるテレビアニメ『わが青春のアルカディア 無限軌道SSX』がある。また、2003年には本作で監督を務めたりんたろうにより『SPACE PIRATE CAPTAIN HERLOCK』が製作されたほか、2013年には東映動画から社名を改めた東映アニメーションにより、『キャプテンハーロック -SPACE PIRATE CAPTAIN HARLOCK-』が製作された。

### アニメ版の特色
りんたろうやメインライター上原正三らのアニメスタッフにより大幅な脚色が加えられ、地球側やマゾーン側に原作では登場しないキャラクターが多数登場することとなった。これによりトチローの娘「まゆ」が創作され、このまゆの存在がハーロックが地球を守る理由付けになっている。これは「ハーロックの哲学」に関わる問題であり、この「改変」をめぐって、原作者である松本零士とスタッフとの間で激論が行われたという逸話が残る。結果的には、アニメスタッフ側の熱意に松本が折れる形で承認を取り付けたという。ハーロックが地球を守る理由を示す「まゆ」と共に、ハーロックに歯向かう気骨ある軍人として登場する敵役の切田長官もアニメオリジナルキャラクターとして加えられ、原作よりさらに視聴者に理解しやすい作劇の作品となった。また、エメラルダスは版権の問題から登場させることができず、彼女に相当するキャラクターとしてエメラーダが創作され、ハーロックがトチローと共に過ごした日々を回想する30話と31話でまゆの母として登場することとなった。
「母星を失い、長い流浪の旅の果てに地球へ移住し、第二の母星とする」というマゾーンの目的も明確に描かれた。原作終盤でハーロックによって提示され、明確な答えが出ていなかった「移住の目的地がなぜ地球なのか」という問いに対しても、アニメ版では26話で移住先を決めるマゾーン達の会議においてラフレシアが地球を提示すると、それに賛同したテシウスの「ふるさとがある以上はふるさとを目指すべきであり、祖先が今日を見越して残した第二のふるさと地球に移り住むのは我々の使命」という主張に周囲が同調する形で決定したという描写となっている。
「ハーロックと台羽という2人の男を通じて40代の男と若い20代の男の価値観の違いを表現できたらと考え、2人の男のタイプの違いをもっと作中に出したかった」とするりんの意図により、ハーロックは「自分の死に場所を求めて生きる男」として描写されているのに対し、台羽は「なにがなんでも、これから生きていく若者」として描写されている。また企画の田宮武は後年、本作をやっていた当時を振り返って自分がマニアに目がいってしまっていたことを述懐している。
ビジュアル面での大きな変更点としては、アルカディア号の船体色が原作のカラーページや関連イラストなどでのミリタリー風の緑からアニメ版では青に変更されていることが挙げられる。これはマーチャンダイジングを前提としたスポンサーサイドや制作側の意向に沿った変更である。また原作が艦載機は戦闘機スペースウルフが主として描写され、あとは偵察隊が使用の大型戦闘機コスモバットや台羽救出の際に登場する探査艇風の機体くらいしか艦載機らしきものは登場していないのに対し、アニメではタカラから発売する玩具を増やすための措置として戦闘機「ボレット」、ボレット支援のための中型輸送艇「コスモウイング」も登場した。原作でもアニメの設定を反映してボレットやコスモウイングの名称はセリフ中に挙がりはするものの、結果的にはその機体が描かれていない。
未完の原作に対してアニメ版は多くのエピソードが追加され、アルカディア号クルーの過去を取り上げた話のほか、長い旅の中でのマゾーン同士の政策対立や集団脱走なども描かれた。ラストはまゆや台羽ら若者に地球復興を託し、ハーロックはミーメ以外の乗員を降ろしてトチローの心が宿るアルカディア号で地球を去るという形で終わっている。乗員を降ろし、大切な人物の心を持った船と共にハーロックが宇宙の彼方へ旅立つというラストは『プレイコミック』1975年11月13日号掲載の「宇宙戦艦デスシャドー」（短編集『帰らざる時の物語』収録）で松本自身の筆で既に描かれているが、この作品に登場する主役メカのデスシャドーは「死んだ親友の心を宿した船」ではなく、「恋人の生首をケーブルで機械的に接続した船」となっている。アニメ最終話のラストシーンには太宰治の小説『右大臣実朝』からの一文が引用されている。この引用についてりんは「解釈は観た人にお任せします。深い意味はないけど、僕自身の中ではあれが出ないと終わらないという思いがあったのです。」と述べている。
原作肯定派、アニメ肯定派という形にも分かれたようで、「松本零士のハーロックではない」という評価も一方では受けており、松本本人もインタビューで「私の描くハーロックと少し離れた感じはありますね」と述べているが、りんと上原の解釈によるハーロック像を生んだともいえ、松本零士のヒーロー像とは異なる、もう一人のハーロック像を築きあげている。

### 国内と国外での反響
平均視聴率6.9%と当時のゴールデンタイムのアニメとしてはかなり低かった。しかし、熱心なアニメファンによりテレビ局には絶賛の声が多く寄せられた。
日本国内での視聴率は振るわなかったものの、日本国外への販売も行われてヨーロッパでは人気を呼んだ。フランスでは1980年に公共放送「アンテンヌ2」（Antenne 2）の子供向け番組『レクレA2』内にて 17時15分から18時までハーロックの名をアルバトールに変え、『Capitaine Albator』として放送された。同年にイタリアでも放送された。
アメリカでは1984年に『Captain Harlock and the Queen of 1.000 Years』と題されて、同じ松本原作のテレビアニメ『新竹取物語 1000年女王』とを同一作品として再編集された65話が放送されたが、視聴率では苦戦したという。

### キャスト
※各キャラクターの詳細およびその他のキャストについては、宇宙海賊キャプテンハーロックの登場人物を参照。
- ハーロック：井上真樹夫（9、10話のみ徳丸完）
- 台羽正：神谷明
- ミーメ：小原乃梨子
- 有紀蛍、まゆ：川島千代子
- ドクターゼロ、首相：八奈見乗児
- ヤッタラン：大竹宏
- ますさん：つかせのりこ

- 魔地機関長：緒方賢一
- 女王ラフレシア：北浜晴子
- 司令クレオ（26話より登場）：坪井章子
- ナレーター、切田長官：柴田秀勝
- 大山トチロー：山田俊司（現 キートン山田）
- エメラーダ：吉田理保子
- 台羽博士：北川国彦（現 北川米彦）

### スタッフ
- 企画 - 田宮武、小湊洋市
- 原作 - 松本零士
- チーフディレクター - りん・たろう
- キャラクター設計 - 小松原一男
- 美術設定 - 椋尾篁
- 美術 - 窪田忠雄、秦秀信
- 音楽 - 横山菁児
- 指揮 - 熊谷弘
- 演奏 - コロムビア・シンフォニック・オーケストラ
- テレビ朝日プロデューサー - 小泉美明
- 協力 - スタジオぬえ
- アニメーション制作 - 東映動画
- 制作協力 - ジャパド、東映エージェンシー
- 制作 - テレビ朝日、東映

### 主題歌・挿入歌など
主題歌
2曲ともに、作詞 - 保富康午 / 作曲 - 平尾昌晃 / 編曲 - 横山菁児 / 歌 - 水木一郎
- オープニングテーマ - 「キャプテンハーロック」
ハーロックの地球や親友・トチローに対する想い（“明日のない星” “滅びてもいい”とは思うが君が愛した地球だからやはり俺は守って戦うよ）を歌った曲で、第3話でのマゾーンとの対艦戦では挿入歌としても使用されている。第17話では、劇中で酒に酔った魔地が機関室で音程を外しながら歌っていた。
- エンディングテーマ - 「われらの旅立ち」
「君が気に入ったなら・戦うなら・男なら・生きるためなら　この船に乗れ　いつか無くした夢がここにだけ生きている」という歌詞にあるように、ハーロックがアルカディア号への乗船を呼び掛けるものとなっていて、ロマンアルバムでは“物語中の登場人物のみならず、ハーロックが私たちに語りかけているように聴こえる。” と記述されている。エンディングの映像では宇宙へ飛び去るアルカディア号を見上げながらどこまでも追いかけてゆくまゆの姿（その様子をアルカディア号のルックダウンウィンドウからハーロックが見守っている）が描かれ、その姿が可愛いと評判だったとされる。

挿入歌・劇中未使用曲
下記8曲はいずれも、作曲：平尾昌晃、編曲：横山菁児による。作詞は原作者・松本による「さすらいの舟歌」を除き、保富康午が担当。
- 「さすらいの舟唄」（1、2、5、15、17話、28話）
歌 - コロムビア男声合唱団
伴奏が全くない、コーラスだけの歌。物語の導入部で流れた。
原作からとったものを歌詞として使用している。
- 「むかしむかし」（1、9、13、38話他）
歌 - 水木一郎
38話では劇中でまゆが歌っている。ロマンアルバムによれば、挿入歌の中で特に人気の高い曲とされる。
作曲担当の平尾昌晃自身、この曲が一番のお気に入りだという。
- 「銀河子守唄」（34話）
歌 - 水木一郎
マゾーンに誘拐され、解放された後も緊張状態にあったまゆが寝付いた場面で使用された。
- 「女王ラフレシア」（41話）
歌 - コロムビア女性合唱団
ラフレシアのテーマ曲。マゾーン旗艦ドクラス内に進入したハーロックとラフレシアが対峙する場面で使用された。
- 「わが友わが命」（42話）
歌 - 水木一郎
最終話でハーロックとミーメ、トリを乗せたアルカディア号が地球を去っていく場面で使用。ゆったりとした広がりのある曲で、マゾーンとの戦いが終わった後の解放感を感じさせるものとなっている。

以下の3曲は劇中未使用。
- 「おれたちゃ宇宙の海賊さ スペースウルフ小唄」
歌 - コロムビア男声合唱団
「さすらいの舟唄」同様に伴奏が全くない、コーラスだけの歌。「さすらいの――」がハーロックを歌った曲であるのに対し、こちらはハーロックが従える海賊たちを歌った曲となっている。
- 「ミーメのエレジー」
歌 - かおりくみこ
ミーメのハーロックへの思いをつづった曲。
- 「妹たちよ」
歌 - 水木一郎

番組放送時に発売された主題歌・挿入歌LPには以上の他、横山菁児作曲によるインスト曲「まゆのテーマ」（オカリナのみヴァージョン）も収録された。監督のりんたろうによれば、当初「まゆのテーマ」として赤とんぼを使用しようとしたが許可が下りず、急遽新しい曲をつくることになったという。

### 各話リスト
| 放送回                                                   | 放送日         | サブタイトル                       | 脚本     | 演出                | 作画監督   | 視聴率 |
| -------------------------------------------------------- | -------------- | ---------------------------------- | -------- | ------------------- | ---------- | ------ |
| 第1回                                                    | 1978年 3月14日 | 宇宙にはためく海賊旗               | 上原正三 | りんたろう          | 小松原一男 | 7.9%   |
| 第2回                                                    | 3月21日        | 未知からのメッセージ               | 上原正三 | 蕪木登喜司          | 菊池城二   | 7.9%   |
| 第3回                                                    | 3月28日        | 紙のように燃える女                 | 上原正三 | 福島和美            | 窪田正史   | 7.1%   |
| 第4回                                                    | 4月11日        | 自由の旗の下に!                    | 山崎晴哉 | 川田武範            | 森利夫     | 7.9％  |
| 第5回                                                    | 4月18日        | はるかなる星の涯（はて）に‥‥       | 上原正三 | 生頼昭憲            | 菊池城二   | 7.8％  |
| 第6回                                                    | 4月25日        | 幻のマゾーン                       | 上原正三 | 明比正行            | 谷口守泰   | 7.4%   |
| 第7回                                                    | 5月2日         | 海底のピラミッド                   | 上原正三 | 松浦錠平            | 小松原一男 | 6.5%   |
| 第8回                                                    | 5月9日         | 女王の宇宙艦隊                     | 上原正三 | 明比正行            | 菊池城二   | 6.5%   |
| 第9回                                                    | 5月16日        | 戦慄の植物生命体                   | 山崎晴哉 | 大関雅幸 松浦錠平   | 窪田正史   | 7.8%   |
| 第10回                                                   | 5月30日        | 謎の惑星に迫れ                     | 山崎晴哉 | 蕪木登喜司          | 菊池城二   | 6.1%   |
| 第11回                                                   | 6月6日         | ローラが金色に輝く時               | 山崎晴哉 | 生頼昭憲            | 野田卓雄   | 5.8%   |
| 第12回                                                   | 6月13日        | 母よ、永遠なれ                     | 山崎晴哉 | 明比正行            | 菊池城二   | 5.3%   |
| 第13回                                                   | 6月20日        | 死の海の魔城                       | 上原正三 | りんたろう          | 小松原一男 | 6.5%   |
| 第14回                                                   | 6月27日        | スフィンクスの墓標                 | 上原正三 | 生頼昭憲            | 菊池城二   | 6.4%   |
| 第15回                                                   | 7月4日         | 悲恋! 北極オーロラ                 | 上原正三 | 松浦錠平            | 菊池城二   | 4.8%   |
| 第16回                                                   | 7月11日        | 螢・わかれうた                     | 上原正三 | 蕪木登喜司          | 菊池城二   | 6.4%   |
| 第17回                                                   | 7月18日        | 白骨の勇者                         | 山崎晴哉 | 生頼昭憲            | 野田卓雄   | 6.3%   |
| 第18回                                                   | 7月25日        | 魔の幻影戦士（シャドウソルジャー） | 山崎晴哉 | 明比正行            | 菊池城二   | 3.9%   |
| 第19回                                                   | 8月1日         | 女王ラフレシアの罠                 | 山崎晴哉 | 松浦錠平            | 小松原一男 | 7.8%   |
| 第20回                                                   | 8月8日         | 死滅のジュラ星                     | 山崎晴哉 | 大関雅幸 蕪木登喜司 | 菊池城二   | 6.4%   |
| 第21回                                                   | 8月15日        | ゴーラム! 悲劇の戦士               | 山崎晴哉 | 明比正行            | 菊池城二   | 4.6%   |
| 第22回                                                   | 8月22日        | 宇宙の墓場・デスシャドウ           | 山崎晴哉 | 神山香              | 菊池城二   | 5%     |
| 第23回                                                   | 8月29日        | ヤッタラン、プラモ狂の詩           | 山崎晴哉 | 生頼昭憲            | 菊池城二   | 5.8%   |
| 第24回                                                   | 9月5日         | 純愛流れ星                         | 上原正三 | 大関雅幸            | 菊池城二   | 7.7%   |
| 第25回                                                   | 9月12日        | ドクターゼロとミー                 | 山崎晴哉 | 明比正行            | 菊池城二   | 6.9%   |
| 第26回                                                   | 9月26日        | はるかなる長い旅                   | 山崎晴哉 | 川田武範            | 菊池城二   | 7.6%   |
| 第27回                                                   | 10月3日        | アルカディア号の意志               | 上原正三 | 松浦錠平            | 小松原一男 | 7.8%   |
| 第28回                                                   | 10月10日       | ユリシーズの星雲                   | 上原正三 | 大関雅幸            | 菊池城二   | 7.8%   |
| 第29回                                                   | 10月17日       | 虹の星の死闘                       | 山崎晴哉 | 福島和美            | 菊池城二   | 7.7%   |
| 第30回                                                   | 10月24日       | わが友わが青春                     | 上原正三 | 生頼昭憲            | 菊池城二   | 7.1%   |
| 第31回                                                   | 10月31日       | アルカディア号建造秘話             | 上原正三 | 大関雅幸            | 菊池城二   | 6.3%   |
| 第32回                                                   | 11月7日        | 星笛が呼ぶ                         | 山崎晴哉 | 福島和美            | 菊池城二   | 5.8%   |
| 第33回                                                   | 11月14日       | たった一人の突撃!                  | 山崎晴哉 | 神山香              | 菊池城二   | 6.6%   |
| 第34回                                                   | 11月21日       | 銀河子守唄                         | 上原正三 | りんたろう          | 小松原一男 | 6.4%   |
| 第35回                                                   | 11月28日       | 美しき謎の女                       | 上原正三 | 生頼昭憲            | 菊池城二   | 8.6%   |
| 第36回                                                   | 12月5日        | 決戦前夜                           | 山崎晴哉 | 大関雅幸            | 菊池城二   | 6.3%   |
| 第37回                                                   | 12月19日       | 赤いセーターの涙                   | 上原正三 | 松浦錠平            | 菊池城二   | 10%    |
| 第38回                                                   | 1979年 1月9日  | さらば! まゆ                       | 山崎晴哉 | 箕ノ口克己          | 菊池城二   | 7%     |
| 第39回                                                   | 1月16日        | 壮絶! 長官死す                     | 山崎晴哉 | 生頼昭憲            | 菊池城二   | 8%     |
| 第40回                                                   | 1月23日        | その時 天使は歌った                | 上原正三 | 福島和美            | 菊池城二   | 7.2%   |
| 第41回                                                   | 1月30日        | 決闘! 女王対ハーロック             | 上原正三 | 大関雅幸            | 菊池城二   | 9%     |
| 第42回                                                   | 2月13日        | さらば宇宙の無法者                 | 上原正三 | りんたろう          | 小松原一男 | 10%    |
| 平均視聴率6.9%（視聴率は関東地区・ビデオリサーチ社調べ） |                |                                    |          |                     |            |        |

### 放送局
放送局の出典は個別に提示されているものを除き、1978年11月中旬 - 12月上旬時点のものとする。
- テレビ朝日（制作局）：火曜 19:00 - 19:30
- 北海道テレビ：火曜 19:00 - 19:30
- 青森放送：火曜 17:00 - 17:30
- テレビ岩手：水曜 17:30 - 18:00[41]
- 秋田放送：木曜 17:00 - 17:30
- 山形テレビ：金曜 17:30 - 18:00[42]
- 東日本放送：火曜 19:00 - 19:30[43]
- 福島中央テレビ：火曜 17:00 - 17:30（1978年9月まで） → 水曜 18:00 - 18:30（1978年10月から）[44]
- 新潟総合テレビ：金曜 17:20 - 17:48[42]
- テレビ山梨：木曜 17:20 - 17:50
- 長野放送：木曜 17:30 - 18:00[45]
- 静岡けんみんテレビ（現：静岡朝日テレビ）：月曜 18:00 - 18:30（1978年7月開局から）
- 北日本放送：月曜 - 金曜 17:30 - 18:00[46]
- 福井放送：木曜 16:50 - 17:20[47]
- 名古屋テレビ：火曜 19:00 - 19:30
- 朝日放送：火曜 19:00 - 19:30
- 山陰放送：日曜 10:00 - 10:30
- 岡山放送（当時の放送エリアは岡山県のみ）火曜18:00-18:30→:木曜 17:00 - 17:30
- 広島ホームテレビ：火曜 19:00 - 19:30
- テレビ山口：火曜 17:30 - 18:00
- 瀬戸内海放送（当時の放送エリアは香川県のみ）
- 南海放送：火曜 16:55 - 17:25（11月28日で打ち切り）
- テレビ高知：月曜 17:25 - 17:55
- 九州朝日放送：火曜 19:00 - 19:30
- 長崎放送：水曜 17:20 - 17:50
- テレビ熊本：火曜 19:00 - 19:30
- 宮崎放送：水曜 17:30 - 18:00
- 鹿児島テレビ：月曜 17:50 - 18:20（11月13日で打ち切り）
- 沖縄テレビ：木曜 17:30 - 18:00[48]

宮崎県ではテレビ朝日系列加盟局のテレビ宮崎ではなく系列外の宮崎放送で放送された。また山口県では放送中にテレビ朝日系列加盟局が山口放送に移行したが、テレビ山口で引き続き放送された。

### 玩具
先述の通り、放送当時はメインスポンサーであるタカラ(現在のタカラトミー)とタカトクトイス(現在は倒産)が主だって玩具中心の商品展開を行った。同時期に『スター・ウォーズ』の商品化権を取得したタカラとしては本作の商品展開をメインとしておらず、タカトクはトイジャーナル1978年2月号で本作を1番手にあげている。タカトクは後番組の『サイボーグ009』も提供した。
タカラからは、マグネモシリーズとは呼ばれなかったが「マグネモ アルカディア号」などマグネモシリーズ同様、磁石で合体する玩具が発売されたほか、アルカディア号やスペースウルフ、マゾーン戦闘艦ゾネスなどをプラモデルとして商品化している。タカトクからは「Z合金 アルカディア号」などが発売された。また、これら以外にも以下の商品も発売されている。
タカラからプラモデルが発売されているが、本作が終了した後は『太陽の牙ダグラム』が始まるまでの3年間はタカラによるプラモデル販売は存在しなかった。
Z合金アルカディア号
形状はデフォルメされており、発光ギミックを持ち、海賊島（ただし、アニメ本編とは形状が違う）ベース付き。（タカトク）
Z合金スケールモデルアルカディア号
上商品をスケールダウンしたもの。スプリングで艦首衝角が飛び出す。尚、衝角を差し替え無しで再現出来るアルカディア号は、超合金魂を除けば本製品だけだった。（タカトク）
Z合金コスモウィング
付属のボレット1号を内部に収納できる。ボレット収納部の他にも数か所の展開ギミックがある。スプリング式のミサイル発射ギミックも備える。（タカトク）
Z合金ボレット
1号をはじめとしたいくつかが発売された。ミサイル発射他、ギミックあり。（タカトク）
Z合金ワーワー
発進セット
ソフビ玩具だが、下部に付属の車輪を付けて、ゴム動力によってプラベースから発射される。アルカディア号、コスモウイング、ボレット1号、ワーワーの全4種セット。更にソフビ人形で、ハーロックと台羽正も立体化。（タカトク）
コスモウイング
空気圧を利用した「エアーダッシュ」シリーズの一環として発売。劇中通りボレットを搭載し空気圧で撃ち出せる。（タカラ）
Ｚマン55シリーズ ボレット
1・2・3号が発売された。「エアーダッシュ」関連商品の一つであり実質的にはコスモウィングの別売りオプション的商品。ボレットを収納・射出するギミックをもつ発射カプセル型ケースが個別に付属。加え、ボレット本体に乗せるための「Ｚマン55」と呼ばれる『ミクロマン』サイズの小型パイロットフィギュアも付属する。1号にはハーロック、2号には台羽正、3号には有紀螢が付属した。（タカラ）
Zマン55シリーズ　スペーストレーラー
スペーストレーラーの唯一の立体化製品。内容的には基地玩具に近く、内部に同シリーズのボレットやパイロットフィギュアを乗せる事が出来る。なお、トリコロール配色のアニメと異なり、色合いはダークブルーメイン。（タカラ）
マグネモアルカディア号
磁石によって装備の付け替えが出来る玩具。フロント部分の交換が可能で、下部に車輪が付く。（タカラ）
マグネモコスモウイング
上記商品同様に下部に車輪が付く。（タカラ）
キャラクター人形
ハーロック、台羽、有紀ら。磁力を利用して「無重力状態」を楽しめるギミックが付いていた。自立させるためのクリアーベース付き。（タカラ）
スーパーコントロールアルカディア号
サウンドコントロール商品として、タカラから発売。単二電池と単三電池を二本使用し、音が出るリモコンの操作で、キャタピラによる走行（前進、旋回、停止）によるアクションと、ディスク発射の二つのコントロールを行う。（タカラ）
ＭＭ（ミニメタル）シリーズ アルカディア号
廉価版の合金玩具。ミサイル発射ギミックとパーツ交換の付属品つき。
ＭＭ（ミニメタル）シリーズ コスモウイング
廉価版の合金玩具。ウィングの可動とミサイル発射ギミックつき。
1/1100宇宙海賊船アルカディア号
大型サイズのプラモデル。アルカディア号の特徴である後部キャビン部が電池電飾によって発光するギミックを備えるが、造型面でいくつか設定と異なる部分がある。スペースウルフとボレット1号付き。（タカラ）
1/1500アルカディア号
前述の1/1100のスケールダウン品。（タカラ）
クイックモデル アルカディア号
簡易組み立てキット。模型流通でなく玩具流通での取り扱い品であるためプラモデル扱いではない。あくまでも年少児童ユーザー向けの組み立て玩具扱いで企画されており組み立て行程を簡略化する工夫がほどこされている。サイズ的には1/1500スケール版よりも小さいノンスケールモデル。なお流通量が非常に少なかったため本商品の認知度は極めて低い。（タカラ）
小型キット
バンダイのヤマトでのメカニックコレクションを意識した小型モデル類。アルカディア号、スペースウルフ、コスモウイング、ゾネスの4種が発売。ゾネスは敵メカでは唯一のキット化である。（タカラ）
アルカディア号の楽しい組み立てセット
木製パーツをパズル風に組み立てて完成させるディスプレイ玩具。（ブルーベ）
その後の1999年、JESNETでOVA『クイーンエメラルダス』展開時に、松本零士スペースバトルシップコレクションで、ポリストーン製の劇場版髑髏艦首アルカディア号とクイーンエメラルダス号と共に本作版アルカディア号が発売。その際商品名が「初代アルカディア号デスシャドウ」というものになった。
バンプレストは、プライズゲーム景品として「ウォーターシップアルカディア号」を出す。これはデフォルメタッチのアルカディア号の後部に一軸のスクリューが付いており、ゼンマイを巻いて水上に浮かべるとスクリュー回転で走り出す玩具で、同じくTVのものと劇場版髑髏艦首の２種が出ている。
21世紀に入りアオシマが2006年10月に新世紀合金で本作版のアルカディア号を発売。これにより同社が数年前より同シリーズで既に発売していた『999』映画版などに登場の髑髏艦首版と本作の鋭角艦首版の両方が立体化されることとなり、色替え限定バリエーションを含めそれぞれ3種が発売された。なお髑髏艦首版については『CAPTAIN HERLOCK』版と、日本国外限定品のテレビシリーズのブルーカラーに変えた4種となっている。
タイトーからは2008年にプライズゲームの景品として、アオシマのものと同サイズの本作版と髑髏艦首版のアルカディア号に加えハーロックの重力サーベルが登場した。
2011年には、航空機プラモを主に手がけるハセガワから、クリエイターワークスシリーズのラインナップで、「1/72スペースウルフ」が発売され、翌2012年にはこの「1/72スペースウルフ」のバリエーション違いとしてハーロック専用機を限定発売したことに加え、髑髏艦首版のアルカディア号を「1/1500宇宙海賊戦艦アルカディア」として発売した。ただしこのハセガワ版「1/1500アルカディア」キットと前述のタイトーのプライズゲーム景品のうちの髑髏艦首版モデルと重力サーベルについてはハーロックがらみの商品ながらも本作関連の商品ではなく、あくまでも『999』映画版関連の商品という扱いである。
その後、2014年2月に前述のハセガワより「1/1500宇宙海賊戦艦アルカディア 二番艦 (1978TVアニメ版)」として本作TVアニメ版のアルカディア号が発売された。こちらには小型のコスモウイング２機が付属されている。さらに同年にはバンダイから超合金魂で、全長485mmにもなる髑髏艦首版の「超合金魂アルカディア号」がハセガワの後を追う形で発売され、2016年にはメガハウスのコスモフリートコレクションから、本作TVアニメ版が発売された。
2020年には超合金魂で、TVアニメ版アルカディア号も発売され、全長430mmと前述の映画版よりサイズが小さくなったものの、TVアニメ版で見せた各種機能や、ミニメカ（スペースウルフ、コスモウイング）搭載の他、専用ベースに劇中主題歌や音楽、効果音に、井上真樹夫の生前の声を収録した音声ギミックが内蔵された。

### 映像ソフト
VHS
傑作選という形で全8巻が発売。第1巻と第2巻は1985年3月21日にリリースされた。その後、1996年に第3巻から第8巻が1か月ごとに順次リリースされていった。
- 宇宙海賊キャプテンハーロックVol.1（1985年3月21日、商品番号：VRTM00169）
- 宇宙海賊キャプテンハーロックVol.2（1985年3月21日、商品番号：VRTM00876）
- 宇宙海賊キャプテンハーロックVol.3（1996年4月12日、商品番号：VRTM01748）
- 宇宙海賊キャプテンハーロックVol.4（1996年5月10日、商品番号：VRTM01759）
- 宇宙海賊キャプテンハーロックVol.5（1996年6月14日、商品番号：VRTM01771）
- 宇宙海賊キャプテンハーロックVol.6（1996年7月12日、商品番号：VRTM01785）
- 宇宙海賊キャプテンハーロックVol.7（1996年8月9日、商品番号：VRTM01798）
- 宇宙海賊キャプテンハーロックVol.8（1996年9月13日、商品番号：VRTM01815）

LD
- 宇宙海賊キャプテンハーロックVol.1（商品番号：LSTD01296）
6枚組LD-BOX。
- 宇宙海賊キャプテンハーロックVol.2（商品番号：LSTD01313）
5枚組LD-BOX。

DVD
DVD-BOXは2003年12月に後述のDVDレコーダーとのセット販売という形で先行発売された。2004年7月にハーロックプロジェクトの第三弾としてテレビシリーズ全話および劇場版『アルカディア号の謎』を収録して発売。2011年には、8月から11月にかけて単巻でのリリースが行われた。VOL.1からVOL.3までは2枚組で、VOL.4は1枚での発売となっている。
- 宇宙海賊キャプテンハーロック DVD-BOX（2004年7月21日、商品番号：DSTD02333）
- 宇宙海賊キャプテンハーロック VOL.1（2011年8月5日、商品番号：DSTD03421）
- 宇宙海賊キャプテンハーロック VOL.2（2011年9月21日、商品番号：DSTD03422）
- 宇宙海賊キャプテンハーロック VOL.3（2011年10月21日、商品番号：DSTD03423）
- 宇宙海賊キャプテンハーロック VOL.4（2011年11月21日、商品番号：DSTD03424）

### ネット配信
- 2016年5月16日より、YouTubeの「東映アニメーションミュージアム公式チャンネル」から第1話が無料配信されている。
- また2021年3月26日より、同チャンネルから第1話から第5話までまとめて無料配信された（従って第1話は2種類の形で配信されている）。
- 2023年4月25日からは同チャンネルで全話が期間限定無料配信されている。

### その他の関連商品
DVDレコーダー
ハーロックプロジェクトの第1弾として、東芝とのコラボレーション企画によりネット通販限定869セットで2003年12月21日にDVD-BOXとのセット販売が行われた。ベースとなった機種はXS-41で商品名をキャラクター名からもじった型番「CH-869」 にし、起動画面やGUI画面が本作のアニメ版仕様となっている。
フィルムコミックス
秋田書店より、アニメのフィルムを元に漫画仕立てにしたフィルムコミックスが全4巻で刊行されていた。1巻につき4話収録で16話分までをコミックス化している。
| テレビ朝日系 火曜19時台前半枠 【当番組よりアニメ】                  | テレビ朝日系 火曜19時台前半枠 【当番組よりアニメ】 | テレビ朝日系 火曜19時台前半枠 【当番組よりアニメ】 |
| 前番組                                                              | 番組名                                             | 次番組                                             |
| ------------------------------------------------------------------- | -------------------------------------------------- | -------------------------------------------------- |
| 冒険ファミリー ここは惑星0番地 ↓ '78怪奇と驚異大特集 【つなぎ番組】 | 宇宙海賊キャプテンハーロック                       | サイボーグ009 （第2作）                            |

## まんがビデオ
maxellより1999年12月23日に発売され、原作の漫画に声優の声や効果音を加えて映像にしたビデオ作品。テレビ版からのキャストはラフレシア役の北浜のみ。北浜と内川以外の4名は、OVA作品『ハーロック・サーガ ニーベルングの指環』（1999年）でも同名のキャラクターを演じている。また、ハーロック役の山寺は、『SPACE PIRATE CAPTAIN HERLOCK』（2003年）でもハーロックを演じている。
キャスト
- ハーロック - 山寺宏一
- ラフレシア - 北浜晴子

- 台羽正 - 関俊彦
- 有紀螢 - 内川藍維

- ミーメ - 弥永和子
- ヤッタラン - 千葉繁

## ゲーム
宇宙海賊キャプテンハーロック（1992年）
PC-98(MS-DOS)用のシミュレーションゲームとして、1992年6月13日にブラザー工業より発売。開発はファミリーソフト。フロッピーディスク4枚組、2ドライブ専用、ノート型対応。ゲームモードはハーロック側で連続した戦場を戦う「キャンペーン」、プレイヤー同士の対戦が可能な「シナリオ」の2種類。ゲームシナリオは2本立てとなっており、マゾーン艦隊を相手にアルカディア号で戦う「艦隊戦ストーリー」、ハーロック主体の格闘戦で、女王ラフレシアとの対決までを再現した「白兵戦ストーリー」がある。
コトブキヤ製のハーロックフィギュアキャスト付きで限定5000本が発売され、6月20日から8月31日までの応募期間で付属のハーロックキャストに色を塗って仕上げたキットを応募する「キャプテンハーロックフィギュアコンテスト」も開催された。
松本零士999 〜Story of Galaxy Express 999〜（2001年）
PlayStation用ゲーム。『銀河鉄道999』をベースとしたゲームだが、同作品の劇場版にハーロックが出演していることもあってハーロックを筆頭にアルカディア号のクルーが登場している。また、ハーロックを主役にしたシナリオのラストでは、原作終盤におけるトチローの墓を前にしたハーロックが親友への想いを語るシーンが再現されている。
必勝パチンコ★パチスロ攻略シリーズVol.9 CRフィーバー キャプテンハーロック（2007年）
2007年3月8日発売。PlayStation 2用ゲームソフト。下記パチンコ機『CRフィーバーキャプテンハーロック』の攻略ソフトとして発売。リーチの種類や予告などの演出も収録されており、これらを再生して見ることも可能。
このほか、セガゲームスから配信されたスマートフォン向けゲームアプリ『戦の海賊』で、2016年1月27日から2月11日にかけて色々なコラボレーションを実施した。
AN Gamesから配信のスマートフォン向けゲームアプリ『アストロキングス』で、2024年11月26日から12月24日にかけてコラボレーションが実施された。

## パチンコ・パチスロ
2007年1月にパチンコ台、『CRフィーバーキャプテンハーロック』がSANKYOからリリースされた。2011年1月には、同じくSANKYOからパチスロ『キャプテンハーロックG』がリリースされている。共にアニメ版『ハーロック』をモチーフにしているものの、原作やアニメ版に登場した濃いブルーのアルカディア号に加え『999』劇場版などのグリーンのアルカディア号も登場する。またトチローとエメラルダスも登場するほか、アニメ映画『わが青春のアルカディア』の同名主題歌のカバー版を用いているなど『わが青春の-』の設定なども加味したものとなっている。声優はハーロック役の井上真樹夫以外は別キャストとなっている。
2015年12月には、Sammyから2013年公開のCGアニメ映画版をモチーフとした『ぱちんこCRキャプテンハーロック』がリリースされた。

## その他の作品
キャプテンハーロック ザ・ライド（2000年）
座席が画面にあわせて揺れるシミュレーションライドシステム。ハーロックの声をオリジナル声優の井上真樹夫が唯一担当したアトラクションである。
宇宙海賊キャプテンハーロック～銀河聖女ルナーラ～
松本が2014年にチャンピオンRED10月号で執筆した漫画。新たな敵ルナーラが登場する新作だがルナーラの紹介とそれに対するハーロック、トチローの抱負のみで僅か5ページしかない。

## リメイク

### キャプテンハーロック〜次元航海〜
嶋星光壱により、本作品の基本骨子を引き継いだ『キャプテンハーロック〜次元航海〜』が、『チャンピオンRED』（秋田書店）にて連載。2014年10月号から2019年3月号まで連載された。
同作は原作をなぞりつつ、『わが青春のアルカディア』・『わが青春のアルカディア 無限軌道SSX』・『SPACE PIRATE CAPTAIN HERLOCK OUTSIDE LEGEND 〜The Endless Odyssey〜』・『キャプテンハーロック -SPACE PIRATE CAPTAIN HARLOCK-』、エターナル編の設定を含む『銀河鉄道999』・『宇宙交響詩メーテル』・小説『GALAXY EXPRESS 999 ULTIMATE JOURNEY』、『クイーンエメラルダス』、『新竹取物語1000年女王』、『銀河鉄道物語』、『宇宙戦艦ヤマト』・『新宇宙戦艦ヤマト』、『超時空戦艦まほろば』、『ダイバー0』、『ワダチ』『ミライザーバン』など松本零士のそれまでの作品とリンクしている。
この作品において、ハーロック、トチロー、真田志郎らは、2009年から太陽系連邦政府によって遺伝子と記憶を永久保存され、DNA記憶分子覚醒再生装置で代々トレース更新を受けながら補完し続けて来た特別な一族の末裔であり、先祖と同一のDNAを持ち遺伝記憶を引き継いでいる。その何世代にもわたる記憶の蓄積が強さの源ではないかと、マゾーン地球統制官パフィオ(波野静香)は推測している。ガイアフリートの藤堂司令長官も同様の存在と見られる。
また、アニメ版『キャプテンハーロック』の設定も取り入れられており、切田（作中では「きるだ」ではなく「キリタ」）長官、マゾーン近衛艦隊司令クレオ、テシウス他、アニメ版のみだったオリジナルキャラも登場し、機械化帝国（黒騎士ファウスト）やイルミダス、ネオ・ガミラス（デスラー総統）などのマゾーンに比肩する異星勢力も同時に存在している模様で、ラフレシアがこれらの存在に対する外交問題を気にかける場面もあり、特にネオ・ガミラスはマゾーンの将来に関わってくる存在となる。
主に当代のトチローが造り上げた鋭角艦首型の初代アルカディア号（第二番艦）が活躍するが、終盤には緑色の髑髏艦首型のアルカディア号（第三番艦）も登場する。この三番艦は、次元航海の物語の1000年前にトチローの先祖が地球を支配したイルミダスと戦うために造り上げたアルカディア号一番艦を、当代のトチローが三番艦としてフルレストアコンバージョンし保存されていたものを、さらにヤッタラン副長と魔地機関長らが強化案を練り、ヤッタランの手により改修された強攻型である。上部甲板に三連装パルサーカノン砲塔を一基追加し、エンジンも出力アップした大型コーンにコンバージョンされており、外見的にも他の髑髏艦首型に比べても明確な特徴がある。
マゾーンとの決着は未完の原作と異なり決着しており、ジョジベルが戦死する。波野静香やクレオが生き残るなど、キャラクターの生死も原作通りではない。敗れたマゾーンは、切田の斡旋でネオ・ガミラスから提供されたビーメラ星を新たな移住先として去っていった。
マゾーンとの決戦後、ハーロックは台羽に初代アルカディア号を譲り、トチローとの約束を果たすべく機械化帝国へ挑むため、三番艦でアンドロメダへ向かうことがラストで示されている。
- 原作・総設定・デザイン：松本零士、漫画：嶋星光壱『キャプテンハーロック〜次元航海〜秋田書店〈チャンピオンREDコミックス〉、全10巻
  1. 2015年1月20日発売、ISBN 978-4-253-23721-5
  2. 2015年6月19日発売、ISBN 978-4-253-23722-2
  3. 2015年11月20日発売、ISBN 978-4-253-23723-9
  4. 2016年5月20日発売、ISBN 978-4-253-23724-6
  5. 2016年10月20日発売、ISBN 978-4-253-23725-3
  6. 2017年5月19日発売、ISBN 978-4-253-23726-0
  7. 2017年10月20日発売、ISBN 978-4-253-23727-7
  8. 2018年3月19日発売、ISBN 978-4-253-23728-4
  9. 2018年11月20日発売、ISBN 978-4-253-23729-1
  10. 2019年5月20日発売、ISBN 978-4-253-23730-7

#### 舞台
2016年に舞台化され、新宿村LIVEにて上演された。脚本・演出は原田光規、脚本協力を安斉勝則が担当。6月8日から12日まで全9公演。再演が2017年1月9日から13日まで全9公演、大阪市中央公会堂にて上演された。
キャスト
- ハーロック - 林野健志
- 台羽正 - 鈴木勤
- 波野静香 - 伊藤えみ
- ダイバー・ゼロ - ヒロム（再演時の名義は峯田大夢[56]）
- キリタ・イソラ - 霜月紫
- ミーメ - 柴小聖（初演）・春花きらら（再演[56]）
- ヤッタラン - 山田崇夫
- 有紀螢 - 山本夢
- ラフレシア - 扇けい

### キャプテンハーロック〜アルカディアの記憶〜
フランスの出版社のKANAとの共同制作で、ジェローム・アルキエにより、フランスの漫画手法であるバンドデシネ版が、『マンガクロス』（秋田書店）にて連載。2019年6月18日から2021年2月9日まで連載された。1話ごとのページ数は少ないが、全24話。フルカラー左開きで文字は横書き。

## 備考
- テレビ番組『SMAP×SMAP』では松本作品のファンである木村拓哉がハーロックに扮してコントを行う、「アルカディア」というコーナーが放送された。2002年5月20日、27日の「アルカディア2002」前後編では原作者の松本がトチロー役でゲスト出演し、後編では『999』の星野鉄郎役の野沢雅子も鉄郎の声で出演している[58]。また2013年には、木村が主演のテレビドラマ『安堂ロイド〜A.I. knows LOVE?〜』第8話から最終話にハーロックの声を担当した井上真樹夫が俳優として出演しており、木村と共演を果たしている。
- 後に松本とコラボレーションしたフランスのハウス・デュオ、ダフト・パンクは、この作品の大ファンでもある。
- 2013年、東京都港区台場にあるホテル グランパシフィック LE DAIBA（現グランドニッコー東京 台場）に本作品の世界観・アルカディア号の船室をイメージしたコンセプトルームが登場[59]。

## 註釈
1. ↑  「アカルサハ、ホロビノ姿デアラウカ。人モ家モ、暗イウチハマダ滅亡セヌ。」